# Inscutomonomma kochi
Inscutomonomma kochi es una especie de coleóptero de la familia Monommatidae.

## Distribución geográfica
Habita en el sur de África.